# Joseph Hugo
Pour les personnes ayant le même patronyme, voir Hugo.
Joseph Hugo, né le 1er février 1747 à Mirecourt et mort le 15 septembre 1825 à Valfroicourt, est un homme politique et un homme de loi français.

## Biographie
Hugo est homme de loi avant la Révolution française.
Il occupe le poste d'administrateur des Vosges lorsqu'il est élu député de ce département à la Convention nationale le 4 septembre 1792, le troisième sur huit, avec 267 voix sur 413 votants. Il siège parmi les députés modérés du Marais.
En mauvaise santé, il n'est pas présent au moment du scrutin sur la mort de Louis XVI, ce qui lui évite de se prononcer sur la question. Sa maladie l'empêche de prendre part aux travaux de la Convention, au point qu'il est déclaré démissionnaire le 30 septembre 1793, pour raison de santé. Il est remplacé par le président du tribunal de Neufchâteau, Jean-Claude Cherrier, un autre modéré.
Hugo reprend ensuite sa carrière juridique. En 1798 il est président du tribunal criminel des Vosges, puis un an plus tard juge au tribunal d'appel de Nancy.
Rallié au régime napoléonien, Hugo reçoit la Légion d'honneur en 1804, puis devient chevalier d'Empire en 1809. Le 23 février 1811, il est nommé conseiller impérial auprès de la cour impériale de Nancy. En 1816, il est admis à la retraite et fait conseiller honoraire.
Le chevalier Hugo meurt en 1825 à l'âge de 78 ans.